# Landkreis Harz

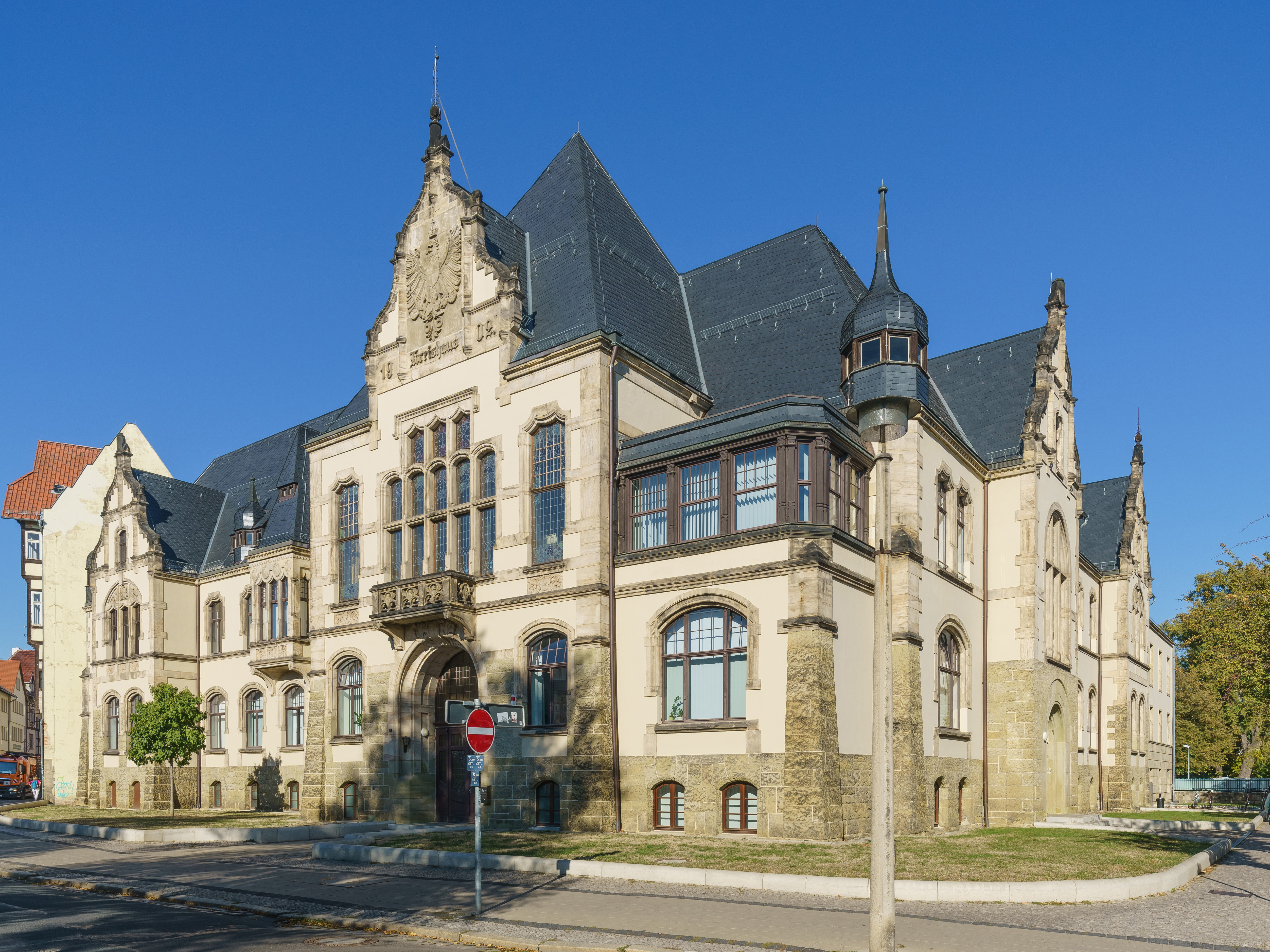
Kreishaus

Landkreis Harz is een Landkreis in de deelstaat Saksen-Anhalt. Het is tijdens de tweede herindeling van Saksen-Anhalt op 1 juli 2007 ontstaan uit de voormalige Landkreisen Halberstadt, Wernigerode, Quedlinburg en delen van Aschersleben-Staßfurt (de stad Falkenstein/Harz).
De Landkreis telt 210.975 inwoners (31 december 2020) op een oppervlakte van 2.104,19 km². De hoofdplaats is Halberstadt.

## Conflict over de naam
Tegen het gebruik van de naam Landkreis Harz kwamen protesten uit het Nedersaksische deel van de Harz: grote delen van de Landkreis, waaronder het bestuurlijke centrum Halberstadt, liggen namelijk niet in het Harzgebergte, terwijl ook een groot deel van het Harzgebergte buiten de Landkreis ligt.

## Steden en gemeenten
De Landkreis is bestuurlijk in de volgende steden en gemeenten onderverdeeld (Inwoners op 31-12-2020):
| Eenheidsgemeenten 1. Ballenstedt, Stad * (8.883) 2. Blankenburg (Harz), Stad (19.374) 3. Falkenstein/Harz, Stad (5.269) 4. Halberstadt, Stad (39.221) 5. Harzgerode, Stad (7.621) 6. Huy (7.140) 7. Ilsenburg (Harz), Stad (9.558) 8. Nordharz (7.783) 9. Oberharz am Brocken, Stad (10.062) 10. Osterwieck, Stad (11.016) 11. Thale, Stad (17.148) 12. Quedlinburg, Stad (23.604) 13. Wernigerode, Stad (32.181) | Verbandsgemeinde met deelnemende gemeentes - Verbandsgemeinde Vorharz 1. Ditfurt (1.462) 2. Groß Quenstedt (899) 3. Harsleben (2.148) 4. Hedersleben (1.314) 5. Schwanebeck, Stad (2.426) 6. Selke-Aue (1.392) 7. Wegeleben, Stad * (2.474) |

* Bestuurscentrum